# Osanna
Osanna (pol. Hosanna) – włoski zespół rockowy spod znaku rocka progresywnego, powstały na początku 1971 roku w Neapolu i działający (z jedną przerwą) do 1979 roku. Należy on do ścisłej czołówki, przedstawicieli tego gatunku na włoskiej scenie muzycznej i jest jedną z najbardziej oryginalnych i innowacyjnych formacji w historii muzyki rozrywkowej, która łączyła i nadal łączy prog-rockowe brzmienie z wpływami śródziemnomorskimi oraz jest zaliczana do czołowych przedstawicieli włoskiej kontrkultury, ery lat 70.. Zespół został reaktywowany w 1999 roku.

## Historia

### Faza eksperymentalna (1969–1970)
Lino Vairetti założył swój pierwszy zespół z gitarzystą Danilo Rusticim pod koniec lat 60.. Wokalista odszedł z zespołu Volti di Pietra, zaś gitarzysta z Le Mille e una Notte. Obydwaj zaczęli eksperymentować, tworząc nowe piosenki w domu matki Vairettirgo, z udziałem perkusisty Massimo Guarino (eks-Volti di Pietra). Ich pierwszą wspólną kompozycją był utwór Mirror Train, łączący rocka z dźwiękami eksperymentalnymi. Na gitarze basowej grał wtedy najmłodszy w zespole Lello Brandi.
Po wydaniu debiutanckiej płyty King Crimson pt. In the Court of the Crimson King – nastąpiła eksplozja brytyjskiej muzyki progresywnej, która w niedługim czasie dotarła również do Włoch. I właśnie w tym rozwojowym i pionierskim zarazem dla rocka okresie, oprócz Led Zeppelin i Deep Purple, muzycy zachłysnęli się tą nową formą muzycznej ekspresji i zaczęli słuchać angielskich grup progresywnych (wówczas szufladkowanych pod szyldem „pop”), takich jak King Crimson właśnie – a także Jethro Tull czy Genesis. A następnie zapragnęli odcisnąć swój ślad w tym progresywnym nurcie, lecz nie mieli pieniędzy na zakup syntezatora, więc Rustici, używając opakowania po brandy „Stock '84”, zbudował prosty syntezator i przerabiał go, dodając innowacyjne efekty elektroniczne, własnego pomysłu.
Włoska scena progresywna lat 70. nie była sceną pozbawioną osobowości i epigonem anglojęzycznych mistrzów w skolonializowanym kraju. Wręcz przeciwnie - była bardzo różnorodna – i tam narodziło się wiele znaczących dla historii włoskiej muzyki rozrywkowej, grup – zarówno z północy, jak i z południa Włoch, przy zauważalnych różnicach dotyczących indywidualnych cech kulturowych, charakterystycznych dla danego regionu. Neapolitaańska scena rockowa, kipiała kreatywnością, więc była bogata w odniesienia śródziemnomorskie, dała życie innowacyjnemu i oryginalnemu sposobowi rozumienia rocka progresywnego. W tym kontekście stworzona przez większość ww. muzyków, formacja Osanna – stanowi główne odniesienie, a także jest jedną z kluczowych formacji na włoskiej scenie progresywnej.

### Okres pierwszy (1971–1975)
Pod koniec 1970 roku w małym undergroundowym klubie w Vomero, Elio D’Anna (eks-Showman; flet, saksofon) spotkał muzyków grupy Città Frontale w składzie: Lino Vairetti (śpiew, gitara akustyczna, instrumenty klawiszowe; (ówczesny student Akademii Sztuk Pięknych w Neapolu)), gitara akustyczna), Danilo Rustici (gitara), Gianni Leone (instrumenty klawiszowe), Lello Brandi (gitara basowa) i  Massimo Guarino (perkusja).
Di'Anna chciał założyć własny zespół i zjawił się tam, aby wysłuchać jednego z ich koncertów, będąc pod wrażeniem zarówno brzmienia formacji i oryginalności ich piosenek, będących dziełem wyłącznie przez Vairettiego i Rusticiego. Zaś grupa Città Frontale, potrzebowała nowego muzyka w miejsce Gianniego Leone, który rozpoczynał współpracę z Balletto di Bronzo.
Rozpoczęły się pierwsze próby podczas których formacja wypracowywała nowe, bardzo surowe, dynamiczne i wybuchowe brzmienie. 
Po kilku miesiącach okazało się, iż zespół ma na tyle wystarczającą ilość materiału, że byłby w stanie nagrać co najmniej trzy longplaye. Formacja była jednym z pierwszych włoskich zespołów rockowych, którego muzycy podczas występów mieli makijaż na twarzach i występowali w specjalnie przygotowanych do tego celu kostiumach. Ich występom towarzyszyły także choreografie bazujące na śródziemnomorskiej tradycji teatralnej, nawiązujące do commedia dell’arte (efekt współpracy zespołu z grupami teatralnymi). 
Początkowo zespół poruszał się jeszcze pośród wpływów beatu z lat 60. i brytyjskiej psychodeli, ale dość szybko – podstawą brzmienia formacji w pierwszych latach działalności był ciężki rock gitarowy, często w połączeniu z partiami solowymi flecisty. 
W prasie muzycznej napisano, że: Osanna „umiała umiejętnie i inteligentnie połączyć klimat mrocznego anglosaskiego rocka ze słoneczną, popularną tradycją południowych Włoch”, czego na początku lat 70., włoska publiczność nie mogła sobie wyobrazić, ponieważ pomysł muzyków Osanny na prezentację artystyczną i muzyczną był absolutnie pionierski. W ich utworach z tego okresu można też usłyszeć kosmiczne, jakby bliskie stylu Pink Floyd – partie instrumentalne i ciche interludia, wykonane gitarze akustycznej i flecie, a także wiele zmian tempa i nastroju  Dotychczasowa nazwa Città Frontale, którą Lino Vairetti byłby skłonny zachować, została uznana przez Elio D'Annę za zbyt intelektualną. Spotkanie w domu Vairettiego zaowocowało tym, że Massimo Guarino wziął słownik i na chybił trafił otwierając strony, wyszukiwał odpowiedniej nazwy dla nowego zespołu.
Żadna z nich nie wydawała się odpowiednia, aż po około dwóch godzinach pojawia się nazwa na którą przystali wszyscy członkowie grupy. Wówczas to muzycy zgodnie przyjęli też nazwę „Osanna”, choć pierwszy koncert nowej grupy miał miejsce w lutym 1971 roku w neapolitańskim klubie Spry Pan i na plakatach widniał jeszcze napis: „Elio D'Anna + Città Frontale = Osanna”. Następnie supportowali Arthura Browna... D'Anna przekonał należącą do słynnego neapolitańskiego wydawcy Bideriego, wytwórnię płytową ABC Record i w ten oto sposób w jego studiach nagraniowych w Neapolu została nagrana pierwsza wersja debiutu pt. L'Uomo, lecz promotor ten, nie zrobił żadnego ruchu w kierunku wydania albumu – w obawie, że muzyka zawarta na krążku jest zbyt trudna dla przeciętnego odbiorcy i produktu nie uda się sprzedać. 
7 maja 1971 roku Osanna zadebiutowała udanym występem na Festival Pop di Caracalla, gdzie została dostrzeżona przez menadżera Pino Tuccimei, który w czerwcu tegoż roku doprowadził do występu Osanny na Festival d'Avanguardia e Nuove Tendenze w Viareggio, gdzie grupa otrzymałą I nagrodę ex aequo z zespołem Premiata Forneria Marconi i Mią Martini. 
Oprócz nich wystąpiła tam także progresywna, włoska ekstraklasa, czyli formacje, takie jak: PFM, The Trip, I Delirium i Il Rovescio della Medaglia. Pojawiło się tam też wielu przedstawicieli wytwórni płytowych, i w efekcie grupa podpisała korzystny kontrakt z wytwórnią Fonit Cetra, by ostatecznie ukazał się debiutancki album Osanny L'uomo (pol. Człowiek), który został nagrany ponownie w Mediolanie i miał swą premierę 10 sierpnia 1971 roku.
Jest to wyrafinowany album koncepcyjny, którego motywem przewodnim jest egzystencjalizm, który stanowi wspólny wątek łączący poszczególne wątki i utwory w jedną całość. Różnorodność i świeżość kompozytorska – stanowi o autentycznym bogactwie twórczości muzyków Osanny, gdzie folkowy, neapolitański nastrój przefiltrowany jest przez różnorodne muzyczne wpływy, jakie na muzyków wywierali popularni wówczas, rockowi wykonawcy angielscy i amerykańscy, co tylko wzbogaca całość, ponieważ muzycy Osanny nawet przed jej powstaniem, grając w innych zespołach, nie naśladowali ich. 
Muzykę zawartą na krążku można uznać, wraz z debiutem zespołu The Trip z 1970 roku, za łącznik pomiędzy tym, co się działo wcześniej na włoskiej scenie muzycznej, tzn. pomiędzy psychodelicznym popem z elementami bluesa – znacznie mniej lizergicznym, niż muzyka The Trip – i zdecydowanie bardziej porównywalna do początków progresywnego pojmowania, wykonywanej tu muzyki. 
Album, z tekstami w języku włoskim i angielskim, ma intelektualną i muzyczną głębię. Jest to dzieło szczególne także pod względem graficznym, którego okładka składa się z trzech części, tworzące plakat w kształcie wykrzyknika. Na wewnętrznych klapkach znajdują się notatki wprowadzające dwóch uznanych autorów, tj. Renzo Arbore i Fabrizio Zampa. Album okazał się sukcesem, zdobywając „Włoską Nagrodę Krytyków Płytowych”, a Osanna została zauważona przez publiczność na kolejnych koncertach.

Chociaż znaleźliśmy się w gronie głównych grup, które odniosły sukces, odrzuciliśmy propozycję wytwórni Fonita, dotyczącą udziału w festiwalu w San Remo, chcąc pozostać w kontekście kulturalnym i niekomercyjnym... Chcieliśmy być trochę zbyt purystyczni i być może się myliliśmy, bo gdybyśmy pojechali z L'uomo do San Remo, wkroczylibyśmy w bardziej popularną panoramę, nie rezygnując przy tym z tworzenia naszej muzyki. Mielibyśmy także okazję dać więcej koncertów, jak Le Orme i PFM, którzy są bardziej znani, ponieważ ich nazwa jest również kojarzona z odnoszącymi sukcesy piosenkami.

Nagrany w 1972 roku drugi album pt. Preludio Tema Variazioni Canzona (pol. Preludium wariacji tematycznych canzona), znany również jako Milano calibro 9 – od nazwy filmu do którego powstała ścieżka dźwiękowa, która jest efektem współpracy zespołu z kompozytorem Luisem Bacalovem (krążek zawiera kilka kompozycji Osanny, połączonymi z jego orkiestrowymi tematami). Był to pomysł połączenia muzyki klasycznej, a szczególnie tej barokowej z rockiem progresywnym, które przenikają się tutaj w niemal naturalny sposób. Preludio i Tema to dwa kluczowe momenty albumu, gdzie barok w stylu Antonia Vivaldiego przeplata się z muzyką zespołu – z niespotykaną na co dzień naturalnością. 
Przede wszystkim jednak rok 1972, był czasem intensywnej działalności koncertowej Osanny, która występuje m.in. na imprezie Controcanzonissima, organizowanej przez tygodnik Ciao 2001 w Piper Clubie; na Festival Pop di Villa Pamphili oraz 2. Festival di Musica d'Avanguardia e di Nuove Tendenze (II Festiwalu Muzyki Awangardowej i Nowych Tendencji) w Foro Italico. Osanna zaprezentowała swój muzyczno-teatralny spektakl – również podczas trasy koncertowej z Genesis.
W 1973 roku ukazał się trzeci album Palepoli, który generalnie jest uważany za najważniejsze dzieło formacji i jedna z najlepszych włoskich płyt progresywnych. Palepoli to opis miasta idealnego (kontrastującego z zimnym, nowoczesnym Neapolem – oderwanym od tego wszystkiego i zamkniętym w swoim metropolitalnym egoizmie) w którym człowiek może być w pełni szczęśliwy, bo nadal jest człowiekiem i ma tutaj przestrzeń dla swojego człowieczeństwa. Gdzie jego cnót nie przelicza się jeszcze na pieniądze, bo nie przekształcił się on jeszcze w zwykłego konsumenta. Miejsce, w którym nie nastąpiła jeszcze opisana przez Pasoliniego mutacja antropologiczna. 
Dlatego progresywna muzyka Osanny, ilustruje spojrzenie ludzkości spojrzenie głęboko w przeszłość. Jest to mieszanka starożytnych i nowoczesnych rejestrów muzycznych (utwór rozpoczynający Palepoli, tj. Oro caldo – łączy typowy dla zespołu styl z ludowymi pieśniami z jego rodzinnego miasta Neapolu – na płycie pojawiają się też m.in. swobodne jazzowe improwizacje i bluesowe nuty), które w innych kontekstach były futurystycznym impulsem i próbą przekroczenia granic swojej współczesności.
Tutaj staje się ono nostalgicznym i pełnym rezygnacji wspomnieniem epoki, której już nie ma, a może nigdy nie było.
Progresywna formuła muzyczna, zawarta na trzecim albumie Osanny – to dwie długie suity Hot Gold i Breathless Animal – z krótką przerwą w postaci City Room. 18-minutowy Hot Gold, niczym kalejdoskop – charakteryzuje się nieustanna zmianą nastrojów, stylów i rytmów. Zaś w 21-minutowym Breathless Animal opisane jest zwierzę jako pozbawione tchu, które obrazuje przeciwieństwo mieszkańca wyimaginowanego miasta Palepoli, ponieważ jest to człowiek zintegrowany ze społeczeństwem konsumpcyjnym, którego jedynym interesem jest jego własny zysk. 
Muzycznie rzecz ujmując – jest to złożony collage jazz-rocka, nieoczekiwanych przebłysków elektronicznego eksperymentatorstwa, poetyckich momentów akustycznych, czy energetycznych momentów, oscylujących, między bluesem a hard-rockiem – w którym recenzent Valerio D'Onofrio zauważa nieco wyraźniejszy wpływ wczesnego King Crimson. Powstał również musical o tym samym tytule z udziałem Osanny i towarzyszących zespołowi mimów, tancerzy i aktorów. Tournée po włoskich teatrach zakończyło się sukcesem, Była to pierwsza i ostatnia zarazem, wystawiana tam rock-opera.
Dla zespołu był to wyjątkowy moment w karierze, a także moment tryumfu na włoskiej, progresywnej scenie muzycznej, który nie trwał jednak zbyt długo. W czerwcu 1973 roku zespół zorganizował trzydniowy festiwal prog-popowy Be-In w Camaldoli, które przyniosło jednak poważną katastrofą finansową zespołu, która wkrótce zacznie psuć wewnętrzne relacje, między muzykami.
Po serii koncertów mających na celu nadrobienie strat finansowych. W 1974 roku ukazał się czwarty album pt. Landscape of life (pol. Pejzaż życia), który był również przeznaczony na rynki zagraniczne – dlatego pięć z siedmiu utworów jest zaśpiewanych w języku angielskim.
Pokazuje to już okładka płyty, zaprojektowana przez perkusistę Massimo Guarino (wyraźnie inspirowana Yes) z wewnętrzną składaną grafiką autorstwa wokalisty Lino Vairettiego. Niestety na skutek nasilających się, wewnętrznych nieporozumień, pomiędzy muzykami Osanny – zespół rozpadł się podczas sesji nagraniowych tej nierównej, jak się okazało – płyty. Odchodzi Elio D'Anna, bez którego silnej osobowości Osanna, nie będzie mogła już powrócić do czasów swojej świetności. Pozostali członkowie zespołu dokończyli nagrania z pomocą Corrado Rusticiego (młodszego brata gitarzysty) i perkusisty Enzo Vallicelliego.

### Okres drugi (1977–1979)
W 1977 roku Osanna reaktywowała się bez Elio D'Anny. Do wokalisty Lino Vairettiego, gitarzysty Danilo Rusticiego i perkusisty Massimo Guarino – dołączyli Enzo Petrone na basie (wcześniej współpracował z Vairettim w zespołach I Volti di Pietra i Moby Dick) i klawiszowiec Fabrizio D'Angelo. 
W tym składzie Osanna nagrała, wydany w 1978 roku swój piąty album Suddance. Krążek zawiera kilka dobrych utworów, ale mimo uznania krytyków, nie odniósł sukcesu, na jaki liczyli członkowie grupy. 
I według oficjalnej strony internetowej, zespół został ostatecznie rozwiązany z końcem 1979 roku (niektóre źródła podają, że na początku 1979). Od lat 80. losy Osanny podobne są podobne do losów niemal wszystkich zespołów progresywnych, które przez lata popadły w zapomnienie słuchaczy, zaś w późniejszych latach przeżywały swoiste odrodzenie.

### Działalność artystyczna muzyków po rozwiązaniu zespołu
Danilo Rustici i Elio D'Anna wraz z perkusistą Enzo Vallicellim, wyjechali do Anglii, gdzie założyli zespół Uno. Pozostali członkowie Osanny, tj. Lino Vairetti i Massimo Guarino dobrali nowych muzyków i reaktywowali grupę Città Frontale, która w 1975 roku nagrała album pt. El Tor.

### Reaktywacja (1999) i dalsza działalność zespołu
Danilo Rustici przeniósł się do Bostonu, gdzie pozostał na stałe, natomiast Lino Varietti był wyprodukował kilka musicali. Obydwaj byli w kontakcie i pisali do siebie listy oraz kontaktowali się ze sobą za pomocą poczty elektronicznej, wyrażając chęć reaktywacji grupy i w 1999 roku, na progu nowego tysiąclecia – reaktywowali początkowo pod nazwą Osanna 2000, co zaowocowało powrotem Neapolis Rock Festival i wydaniem w 2001 roku (w 30-stą rocznicę powstania zespołu) albumu Taka Boom. Krążek zawiera utwory z lat 70. zarejestrowane za pomocą technologii cyfrowych. 
W 2008 roku zespół wydał singla z dwoma starymi utworami w nowych aranżacjach (L'uomo i A zingara). Sporadycznie podczas koncertów, grupę pomagał saksofonista zespołu Van der Graaf Generator, David Jackson. Na początku 2009 roku ukazał się nowy album włoskiej formacji pt. Prog Family, sygnowany nazwą Osanna & David Jackson i zawierający nowe wersje utworów Osanny z lat 70., wraz z ich wersją utworuTheme one z rep. VdGG. 
Wśród innych gości na płycie, znajdziemy: Davida Crossa (eks-King Crimson) na skrzypcach elektrycznych, Tm Stevensa na gitarze basowej, Gianniego Leone z Balletto di Bronzo na organach Hammonda i fortepianie, Lello Brandiego (muzyka pierwszego składu Osanny) na basie oraz kwartet smyczkowy Solis String Quartet, Mariano Barbe na perkusji i wokalistkę Sophya'e Baccini.
W 2012 roku Osanna zaprezentowała materiał z albumu Milano calibro 9 w ramach dwóch prestiżowych koncertów odbywających się w Japonii. Nagrania z tych występów stały się podstawą albumu koncertowego Rosso Rock, który zawiera nową orkiestrową aranżację tej płyty. Pod koniec 2013 roku nakładem wydawnictwa Afrakà we współpracy z Black Widow Records, ukazała się dwupłytowa antologia DVD pt. Tempo. Płyta pierwsza zatytułowana zawiera koncert z 2012 roku, który odbył się w Neapolu, zaś druga – telewizyjne i prywatne rejestracje wideo z lat 1971–2009.
W czerwcu 2015 roku formacja wydała swój kolejny album studyjny z niewydanymi jeszcze piosenkami, zatytułowany Palepolitana (jako bonus na płytę trafił remake trzech utworów z trzeciego albumu Osanny Palepolia). Pod koniec 2016 roku ukazał się na rynku kolejny album koncertowy pt. Pape Satan Aleppe z gościnnym udziałem Jenny Sorrenti i Donelli Del Monaco, który zawiera również nowy utwór nagrany w studiu.
16 lutego 2021 roku swoją premierę miał film Osannaples, dokument w całości poświęcony zespołowi. Gitarzysta zespołu Danilo Rustici umiera 27 lutego 2021 roku w wieku 72 lat z powodu powikłań związanych z COVID-19. Płyta DVD z dokumentem Osannaples została dołączona do wersji kompaktowej albumu Il diedro del Mediterraneo, wydanego pod koniec 2021 roku. Zawiera on utwór zatytułowany Tu, napisany dla gitarzysty zespołu D. Rusticiego z udziałem saksofonisty Davida Jacksona.
12 kwietnia 2024 roku Osanna ponownie wprowadza na scenę operę Palepoli w Teatrze Trianon Viviani w Neapolu.

## Muzycy zespołu

### Obecny skład[1]
- Lino Vairetti – śpiew, harmonijka ustna, gitara akustyczna, instrumenty klawiszowe (1970–1975, 1978–1979, 1999–2003, 2005 – obecnie)
- Gennaro Barba – perkusja (1999-2003, 2005-obecnie)
- Enzo Cascella – gitara basowa (2021 – obecnie)
- Irvin Luca Vairetti – syntezator, spiew (2005 – obecnie)
- David Jackson – flet, saksofon (2007 – obecnie)
- Sasà Priore – fortepian, instrumenty klawiszowe (2007 – obecnie)
- Pasquale Capobianco – gitara elektryczna (2011 – obecnie)

### Byli członkowie[1]
- Danilo Rustici – gitara elektryczna (1970-1975, 1978-1979, 1999-2003)
- Elio D'Anna – flet, saksofon (1970-1975)
- Massimo Guarino – perkusja (1970-1975, 1978-1979)
- Lello Brandi – gitara basowa (1970-1975)
- Enzo Petrone – bas (1978-1979, 1999-2003)
- Fabrizio D'Angelo – fortepian, instrumenty klawiszowe (1978-1979)
- Luca Urciuolo – fortepian, instrumenty klawiszowe (1999-2003)
- Oderigi Lusi – fortepian, instrumenty klawiszowe (2005-2007)
- Gigi Borgogno – gitara elektryczna (1999-2003)
- Andrea Palazzo – gitara elektryczna (2005-2007)
- Nello D'Anna – gitara basowa (2005-2021)
- Fabrizio Fedele – gitara elektryczna (2007-2011)
- Vito Ranucci – flet, saksofon (1999-2003)

## Dyskografia[2][7]

### Albumy studyjne
- 1971 - L'uomo (Fonit Cetra)
- 1972 - Preludio Tema Variazioni Canzona (Fonit Cetra)
- 1973 - Palepoli (Fonit Cetra)
- 1974 - Landscape of Life (Fonit Cetra)
- 1978 - Suddance (CBS)
- 2001 - Taka Boom (Afrakà)
- 2015 - Palepolitana (Afrakà/Ma.Ra.Cash records)
- 2021 - Il Diedro del Mediterraneo (Afrakà/Ma.Ra.Cash records)

### Albumy koncertowe
- 2003 - Live - Uomini e miti (Rai Trade/Afrakà/BTF-VM2000), (CD + DVD)
- 2009 - Prog Family (Afrakà/BTF-VM2000), (CD / Doppio Vinile firmato Osanna/Jackson)
- 2012 - Rosso Rock (Afrakà/Self)
- 2016 - Pape Satàn Aleppe (Afrakà/Self)

### Kompilacje
- 2006: Le Più Belle Canzoni Degli Osanna (Warner Strategic Marketing Italy)
- 2012: L'Uomo / Preludio Tema Variazioni E Canzona (2LP In 1CD) (Warner Strategic Marketing Italy)
- 2016: Playlist (Rhino Records/Warner Music Italy)
- 2019: Piazza Forcella (Afrakà)

### Single i EP-ki
- 1971: L'Uomo – kompilacja zawierająca również nagrania zespołów New Trolls i I Delirium (Fonit Cetra)
- 1971: L'Uomo – kompilacja zawierająca również utwór w wyk. Orchestry Spettacolo Casadei (Fonit Cetra)
- 1971: L'Uomo – kompilacja zawierająca również nagrania I Delirium, Toma Fogerty'ego i Sergio Endrigo (Fonit Cetra)
- 1972: L'Uomo / In Un Vecchio Cieco (Fonit Cetra)
- 1972: L'Uomo – kompilacja zwiera także kompozycję Piotra Czajkowskiego (Fonit Cetra)
- 1972: There Will Be Time / Milan Calibre 9 (Fonit Cetra)
- 1972: Canzona – kompilacja zwiera również kompozycję Modesta Musorgskiego (Fonit Cetra)
- 1972: Vado Verso Una Meta / L'amore Vincerà di Nuovo (Fonit Cetra)
- 1972: Oro Caldo (Frammento) / Animale Senza Respiro (Frammento) (Fonit Cetra)
- 1972: Canzona (There Will Be Time) – kompilacja zawiera również utwór zespołu I Delirium (Fonit Cetra)
- 1972: Canzona (There Will Be Time) – kompilacja zawiera również utwór zespołu New Trolls (Fonit Cetra)
- 1972: L'Uomo – kompilacja zawiera również utwory Sergio Endrigo i I Delirium (Fonit Cetra)
- 1973: Animale Senza Respiro (Frammento) – kompilacja zawiera również piosenkę śpiewaną przez Vanny Brosio (Fonit Cetra)
- 1978: 'A Zingara (CBS)
- 2008: L'Uomo / 'A Zingara (Afrakà)

### Wideografia
- 2013 – Tempo (Afrakà / Black Widow Records)